# Eva Kaufmann (Sängerin)
Eva Kaufmann (* 1970) ist eine deutsche Schlagersängerin. Sie ist die Tochter des verstorbenen Schauspielers Günther Kaufmann.

## Leben
2003 nahm Eva Kaufmann wohlwollend Stellung für ihren Vater, der sich zu diesem Zeitpunkt in Haft befand.

## Teilnahme bei The Voice of Germany
Eva Kaufmann nahm 2018 an der Castingshow The Voice of Germany teil und wurde zu den Blind Auditions eingeladen. Dort scheiterte sie allerdings mit ihrer Interpretation des Titels Ohne dich schlaf' ich heut' Nacht nicht ein von der Münchener Freiheit.

## Diskografie (Auszug)

### Alben
- 2015: Illusionen, Mandorla Music (Sony Music)
- 2016: Was Ich Fühl, Mandorla Music (Sony Music)

### Singles
- 2013: Sanft wie die Luft, Mandorla Music (Sony Music)
- 2013: Sterne in der Nacht, Mandorla Music (Sony Music)
- 2016: Dir schenk ich mein Herz zur Weihnachtszeit, Mandorla Music (Sony Music)